# Avenida Diagonal (Lima)
La avenida Diagonal o avenida Óscar R. Benavides es una de las principales avenidas del distrito de Miraflores en la ciudad de Lima, capital del Perú. Se constituye como un importante eje comercial de este distrito. Se extiende de norte a sur, a lo largo de cinco cuadras.

## Historia
La avenida lleva el nombre de un ex presidente del Perú, el general Óscar R. Benavides. Conocida anteriormente como Avenida Diagonal.

## Recorrido
Cuenta con un único sentido de circulación, de norte a sur. Se inicia en el óvalo de Miraflores, en la intersección con la avenida José Pardo. En sus dos primeras cuadras define el margen oeste del parque central de Miraflores.
Todo su recorrido es eminentemente comercial. Así, en su primera cuadra, se encuentran el cine Pacífico, un local de McDonald's y el café Haití; así como la presencia de varios restaurantes y heladerías que rodean el pasaje Marcelino Champagnat, la cual une la avenida con la calle Mártir José Olaya. Ese mismo aspecto resalta en su segunda cuadra, donde están ubicados un local de Starbucks, algunas librerías y tiendas de hardware.
En este tramo resalta la calle de las Pizzas, una vía peatonal llena de restaurantes cuya principal oferta son las pizzas. De noche, este pasaje (así como el lateral pasaje Figari) se convierte en un centro de diversión nocturna donde hay varios pubs y bares. La esquina de la avenida Diagonal con la calle Berlín (que continúa el trazo de la calle Schell) marca el punto final de esta vía peatonal.
Las últimas dos cuadras de la avenida son de corte residencial, con edificios de departamentos, entre los que destaca únicamente una librería y un café. El recorrido de la avenida se convierte en la Bajada Balta, clásica vía que en el siglo XIX servía como bajada a los baños para llegar a las playas de Miraflores y que en la actualidad, aún totalmente adoquinada, es una entrada hacia el circuito de playas de la Costa Verde.